# Monster-Bande
Monster-Bande ist ein Kinderspiel des deutschen Grafikers Florian Biege, das 2018 bei dem Spieleverlag Drei Hasen in der Abendsonne erschienen ist. Im Folgejahr wurde es auf die Empfehlungsliste zum Kinderspiel des Jahres 2019 aufgenommen. Das Spiel kann in verschiedenen Varianten gespielt werden und dauert etwa 25 Minuten pro Runde, es ist ausgelegt für zwei Teams mit bis zu acht Spielern ab sieben Jahren.

## Thema und Ausstattung
Bei dem Spiel geht es darum, dass die Spieler möglichst schnell jeweils passende Monsterkarten zu einer Beschreibung finden müssen. Dabei gibt es in dem Spiel zwei Sätze mit 54 verschiedenen Monsterkarten in je drei Farben, wodurch jedes Monster zweimal vorhanden ist. Für jedes Monster müssen die Spieler eines Teams entsprechend den Zwilling finden. Hinzu kommen zwei sechsseitige Würfel mit Symbolen, die die Art der möglichen Beschreibung einschränken, sowie eine Sanduhr, die die Zeit von einer Minute vorgibt.

## Spielweise
Vor dem Spiel bilden sich aus den Mitspielern zwei Teams, die gegeneinander spielen. Zur Spielvorbereitung werden alle Karten mit roter Rückseite gut gemischt und als verdeckte Stapel auf dem Spieltisch platziert. Die Karten mit der blauen Rückseite werden ebenfalls gemischt und offen und gut sichtbar auf dem Tisch ausgebreitet. Die Sanduhr und die Würfel werden ebenfalls bereitgelegt.
Das Standardspiel wird mit mindestens vier Spielern, je zwei pro Team, gespielt. Eines der Teams beginnt das Spiel und einer der Teammitspieler startet als Erklärer, indem er die beiden Würfel wirft. Das Ergebnis des Wurfes legt fest, welche Eigenschaften des zu beschreibenden Monsters in dieser Runde nicht genannt werden dürfen. Die Sanduhr wird umgedreht und der Erklärer zieht die oberste Karte von einem der roten Stapel. Er versucht, seinen Mitspielern das dort abgebildete Monster so gut wie möglich zu beschreiben, wobei er mit Ausnahme der durch die Würfel verbotenen Eigenschaften alle Merkmale benennen und erklären darf. Das Team sucht derweil unter den offen ausliegenden Monstern das passende und darf auch Fragen an den Erklärer stellen, wobei dieser weiterhin nichts zu den verbotenen Merkmalen sagen darf.
Die Spieler im Team einigen sich und zeigen ein Monster. Handelt es sich um das korrekte Monster, bekommt das Team die beiden Karten und der Erklärer darf weitere Karten darstellen, solange die Sanduhr nicht abgelaufen ist. Wurde die falsche Karte gezeigt, bleibt die offene Karte liegen und die gezogene Karte wird unter einen der Kartenstapel geschoben. Wenn die Zeit noch nicht abgelaufen ist, darf der Erklärer weitere Karten ziehen und darstellen. Macht der Erklärer den Fehler, eines der verbotenen Merkmale zu nennen, wird ebenso verfahren wie bei einem falsch geratenen Monster.
Sobald die Sanduhr abgelaufen ist, endet der Zug des Teams. Danach ist das andere Team an der Reihe und die Teams wechseln sich entsprechend ab, bis alle Karten verteilt sind. Gewinner des Spiels ist das Team, das die meisten Karten erhalten hat.

## Spielvarianten

### Einfaches Spiel
Wenn das Spiel vor allem für jüngere Spieler zu schwer ist, können einer oder auch beide Würfel weggelassen werden. Zudem kann die Anzahl der Paare reduziert werden und die Teams wechseln sich ab, wenn eines richtig oder falsch geraten hat, statt die Sanduhr als Zeitgeber zu nutzen.

### Spiel mit zwei Spielern
Bei zwei Spielern wird das Spiel kooperativ gespielt und die beiden Spieler bilden ein gemeinsames Team, in dem sie sich abwechselnd Monster erklären. Sie versuchen, in möglichst wenig Runden mit möglichst wenigen Fehlversuchen alle Monster zu finden.

### Spiel mit drei Spielern
Bei drei Spielern erklärt in jeder Runde ein anderer Spieler und die beiden anderen versuchen, möglichst schnell die passenden Monster zu finden. Der Spieler, der zuerst auf das richtige Monster tippt, bekommt die Karte und der Erklärer erhält den entsprechenden Zwilling. Jeder der Ratenden hat dabei nur einen Versuch. Falls der erste Spieler falsch liegt, muss der zweite ohne weitere Erklärungen ebenfalls einen Tipp abgeben. Wenn die richtige Karte nicht gefunden wurde, wird die gezogene Karte zurück unter die Kartenstapel geschoben.

## Monster Memo
Alternativ können die Monsterkarten auch genutzt werden, um ein Memo-Spiel ähnlich dem Memory oder Pairs zu spielen. Dabei werden alle Karten verdeckt auf dem Tisch ausgelegt und die Spieler versuchen, jeweils zwei gleiche Karten zu finden. Sie decken jeweils zwei Karten mit unterschiedlicher Rückseite auf. Falls sie dabei zwei gleiche Monster finden, bekommen sie das Set. Der Spieler mit den meisten Sets am Spielende gewinnt das Spiel.

## Veröffentlichung und Rezeption
Monster-Bande wurde von dem deutschen Grafiker Florian Biege entwickelt und erschien 2018 bei dem Spieleverlag Drei Hasen in der Abendsonne in einer multilingualen Ausgabe auf Deutsch, Englisch, Französisch und Italienisch. 2020 wurde es zudem in einer polnischen Version unter dem Namen Banda stworó bei dem Verlag Muduko veröffentlicht.
Das Spiel wurde 2019 auf die Empfehlungsliste zum Kinderspiel des Jahres 2019 aufgenommen.

## Belege
1. 1 2 3 4 5 6 7 8 9  Spieleanleitung Monster-Bande, Drei Hasen in der Abendsonne 2018
2. ↑  Monster-Bande, Versionen bei BoardGameGeek. Abgerufen am 18. Januar 2020.
3. ↑  Monster-Bande auf der Website des Spiel des Jahres e.V.; abgerufen am 18. Januar 2020.